# August Brauser

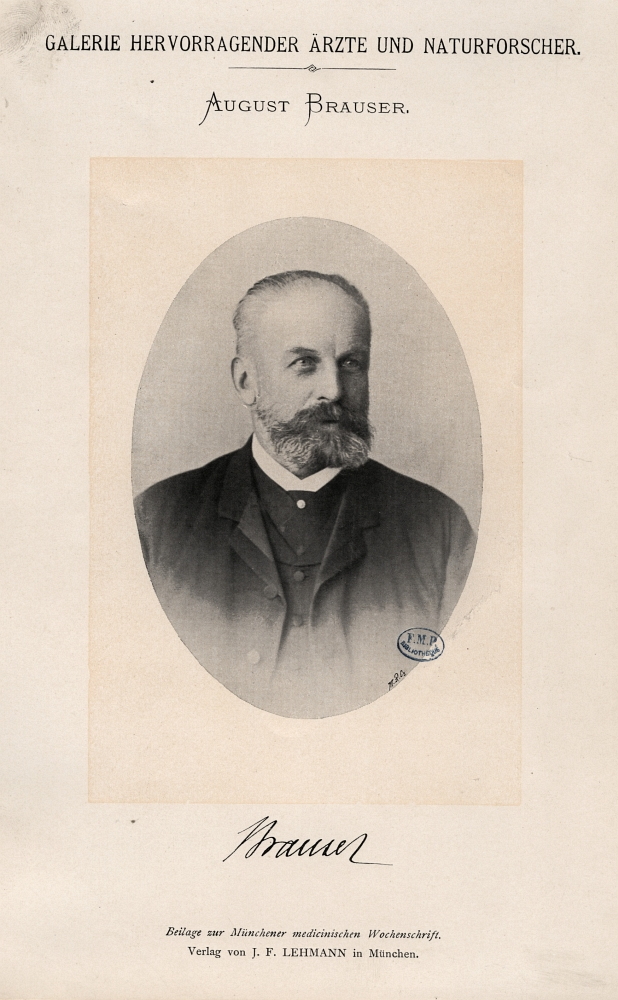
August Brauser

August Georg Brauser (* 4. September 1833 in Regensburg; † 26. Januar 1901 ebenda) war ein deutscher Mediziner.

## Leben
August Brauser studierte Medizin an den Universitäten Erlangen, Würzburg, Leipzig und Berlin. 1853 wurde er Mitglied des Corps Bavaria Erlangen. Nach Abschluss des Studiums mit der Promotion zum Dr. med. war er von 1857 bis 1858 Assistent an der chirurgischen Universitätsklinik in Erlangen unter Carl Thiersch. Anschließend ließ er sich als praktische Arzt in Regensburg nieder. Als solcher publizierte er regelmäßig in medizinischen Fachzeitschriften. Bis 1894 war er Mitglied des geschäftsführenden Ausschusses des deutschen Ärztevereinsbundes und anschließend bis zu seinem Tod Vorsitzender der oberpfälzischen Ärztekammer.

## Auszeichnungen
August Brauser wurde 1889 zum Königlichen Bayrischen Hofrat ernannt.

## Schriften
- Ein Fall von operativ behandelter Epispadiasis, 1858.
- Ein Fall von Croup, durch den Luftröhrenschnitt geheilt, 1866.
- Ein Wort über öffentliche Gesundheitspflege (an die Bewohner der Stadt Regensburg gerichtet), 1875.
- Erinnerungsschrift an das Studiengenossenfest zu Regensburg, 1886.
- Bericht über die Resultate der drei ersten Verwaltungsjahre der auf Grund des Reichsgesetzes betreffend die Krankenversicherung der Arbeiter vom 15. Juni 1883 in der Kreishauptstadt Regensburg organisierten Krankenkassen und Vereine, 1888.
- Dr. Ottmar Hofmann, 1900.